# Governo Abela II
Il Governo Abela II è l’attuale governo di Malta, insediatosi il 30 marzo 2022, durante la 14ª legislatura della Camera dei rappresentanti.

## Storia
Guidato dal precedente Primo ministro laburista Robert Abela, il governo è costituito e appoggiato, come il precedente, dal solo Partito Laburista (PL), che dispone, in seguito alla maggioranza assoluta e schiacciante ottenuta alle ultime elezioni, di 44 deputati su 79, ovvero il 55,8% dei seggi della Camera dei rappresentanti.
Il successivo 28 marzo Abela giura come nuovo capo dell'esecutivo, mentre la lista dei ministri viene presentata dopo due giorni, il 30 marzo, e lo stesso giorno avviene il giuramento del Governo.

## Compagine di governo

### Appartenenza politica
L'appartenenza politica dei membri del Governo alla sua formazione era la seguente:
| Partito | Partito           | Presidente | Ministri | Sottosegretari di Stato | Totale |
| ------- | ----------------- | ---------- | -------- | ----------------------- | ------ |
|         | Partito Laburista | 1          | 19       | 4                       | 24     |
| Totale  | Totale            | 1          | 19       | 4                       | 24     |

L'appartenenza politica attuale dei membri del Governo alla sua formazione è la seguente:
| Partito | Partito           | Presidente | Ministri | Sottosegretari di Stato | Totale |
| ------- | ----------------- | ---------- | -------- | ----------------------- | ------ |
|         | Partito Laburista | 1          | 19       | 8                       | 28     |
| Totale  | Totale            | 1          | 19       | 8                       | 28     |

### Situazione parlamentare
Al momento del giuramento del governo, il 30 marzo 2022:
| Camera              | Collocazione | Partiti | Seggi   |
| ------------------- | ------------ | ------- | ------- |
| Parlamento di Malta | Maggioranza  | PL (44) | 44 / 79 |
| Parlamento di Malta | Opposizione  | PN (35) | 35 / 79 |

## Composizione
Partito Laburista (PL)
| Ufficio del Primo ministro                                                          | Ufficio del Primo ministro | Ufficio del Primo ministro                  | Ufficio del Primo ministro                             | Ufficio del Primo ministro                                                               |
| Carica                                                                              | Titolare                   | Titolare                                    | Titolare                                               | Segretari di Stato                                                                       |
| ----------------------------------------------------------------------------------- | -------------------------- | ------------------------------------------- | ------------------------------------------------------ | ---------------------------------------------------------------------------------------- |
| Primo ministro                                                                      |                            |                                             | Robert Abela (PL)                                      | Andy Ellul (PL) Dialogo sociale                                                          |
| Vice Primo ministro                                                                 |                            |                                             | Chris Fearne (PL) (fino al 10 maggio 2024)             | Andy Ellul (PL) Dialogo sociale                                                          |
| Vice Primo ministro                                                                 |                            | Ian Borg (PL) (dal 10 maggio 2024)          |                                                        | Andy Ellul (PL) Dialogo sociale                                                          |
| Ministeri                                                                           |                            |                                             |                                                        |                                                                                          |
| Ministri                                                                            | Ministri                   | Ministri                                    | Ministri                                               | Segretari di Stato                                                                       |
| Patrimonio nazionale, Cultura, Arti e Governi locali                                |                            |                                             | Owen Bonnici (PL)                                      | Alison Zerafa Civelli (PL) Governi locali                                                |
| Fondi europei, Dialogo sociale e Protezione dei consumatori (istituito e soppresso) |                            |                                             | Chris Fearne (PL) (dal 6 gennaio al 10 maggio 2024)    | Carica non assegnata                                                                     |
| Affari esteri ed europei e Commercio                                                |                            |                                             | Ian Borg (PL)                                          | Carica non assegnata                                                                     |
| Salute ed Invecchiamento attivo                                                     |                            |                                             | Chris Fearne (fino al 6 gennaio 2024) (PL)             | Malcolm Paul Agius Galea (PL) Invecchiamento attivo (dall’8 gennaio 2024)                |
| Salute ed Invecchiamento attivo                                                     |                            | Jo Etienne Abela (PL) (dall’8 gennaio 2024) |                                                        | Malcolm Paul Agius Galea (PL) Invecchiamento attivo (dall’8 gennaio 2024)                |
| Politiche sociali e Diritti dei giovani                                             |                            |                                             | Michael Falzon (PL)                                    | Carica non assegnata                                                                     |
| Agricoltura, Pesca, Alimentazione e Diritti degli animali                           |                            |                                             | Anton Refalo (PL)                                      | Alicia Bugeja Said (PL) Pesca, Acquacoltura e Diritti degli animali (dal 14 aprile 2022) |
| Sistemazioni sociali ed accessibili                                                 |                            |                                             | Roderick Galdes (PL)                                   | Carica non assegnata                                                                     |
| Economia, Imprese e Progetti strategici                                             |                            |                                             | Silvio Schembri (PL)                                   | Chris Bonett (PL) Fondi europei                                                          |
| Inclusione e Organizzazioni di volontariato                                         |                            |                                             | Julia Farrugia Portelli (PL)                           | Carica non assegnata                                                                     |
| Gozo e Pianificazione                                                               |                            |                                             | Clint Camilleri (PL)                                   | Carica non assegnata                                                                     |
| Affari interni, Riforme, Uguaglianza e Cittadinanza                                 |                            |                                             | Byron Camilleri (PL)                                   | Rebecca Buttigieg (PL) Riforme ed Uguaglianza (dal 14 aprile 2022)                       |
| Turismo e Pulizia pubblica                                                          |                            |                                             | Clayton Bartolo (PL)                                   | Glenn Bedingfield (PL) Pulizia pubblica                                                  |
| Ambiente, Energia e Rigenerazione del Porto Grande                                  |                            |                                             | Miriam Dalli (PL)                                      | Carica non assegnata                                                                     |
| Finanze ed Impiego                                                                  |                            |                                             | Clyde Caruana (PL)                                     | Carica non assegnata                                                                     |
| Istruzione, Sport, Gioventù, Ricerca ed Innovazione                                 |                            |                                             | Clifton Grima (PL)                                     | Keith Azzopardi Tanti (PL) Gioventù, Ricerca ed Innovazione                              |
| Trasporti, infrastrutture e grandi opere (soppresso)                                |                            |                                             | Aaron Farrugia (PL) (fino all’8 gennaio 2024)          | Carica non assegnata                                                                     |
| Lavori pubblici e Pianificazione (soppresso)                                        |                            |                                             | Stefan Zrinzo Azzopardi (PL) (fino all’8 gennaio 2024) | Carica non assegnata                                                                     |
| Trasporti, Infrastrutture e Lavori pubblici (istituito)                             |                            |                                             | Chris Bonett (PL) (dall’8 gennaio 2024)                | Keith Azzopardi Tanti (PL) Lavori pubblici (dall’8 gennaio 2024)                         |
| Terre ed Implementazione del Programma elettorale (istituito)                       |                            |                                             | Stefan Zrinzo Azzopardi (PL) (dall’8 gennaio 2024)     | Carica non assegnata                                                                     |
| Giustizia e Riforma del Settore delle Costruzioni                                   |                            |                                             | Jonathan Attard (PL)                                   | Carica non assegnata                                                                     |
| Anziani ed Invecchiamento attivo (soppresso)                                        |                            |                                             | Jo Etienne Abela (PL) (fino all’8 gennaio 2024)        | Carica non assegnata                                                                     |